# Lasjipse
Lasjipse (georgiska: ლაშიფსე) är ett vattendrag i Georgien. Det ligger i regionen Abchazien, i den nordvästra delen av landet. Lasjipse mynnar i sjön Ritsa.